# Смит, Майк (гитарист)
Майкл «Майк» В. Смит (англ. Michael «Mike» W. Smith) — американский музыкант. Наиболее известен как бывший гитарист групп Snot, TheStart и Limp Bizkit. В настоящее время он является вокалистом и гитаристом группы Evolver, позже переименованной в Shedding Light.

## Музыкальная карьера

### Rumbledog
С 1993 Смит играл в группе Rumbledog, в течение трёх лет. Они выпустили две записи: Rumbledog (1993) и The Drowning Pool (1995).

### Snot
Оригинальный гитарист Snot, Сонни Мэйо, покинул группу в мае 1998 года, и вскоре после этого был принят Смит. Группа начала работать над своим вторым альбомом, но в декабре во время автомобильной аварии погиб вокалист Линн Стрейт. Альбом Strait Up был выпущен в 2000 году как дань Линну, с участием приглашенных вокалистов из разных групп.

### TheStart
Смит создал группу под названием Hero с бывшим барабанщиком Snot Джейми Миллером, а также с Эйми Эхо и Скоттом Элисом из Human Waste Project. В июле 1999 года Hero подписались на 143 Records/Atlantic Records и записали свой дебютный альбом под названием «Circles». Группа была вынуждена сменить название из-за юридических проблем. По предложению матери Эйми они изменили его на TheStart. В конце 2000 года Майк Смит покинул группу.

### Limp Bizkit
В конце 2001 года Limp Bizkit покинул гитарист Уэс Борланд. Все попытки найти замену оказались безуспешными. Первоначально было проведено общенациональное прослушивание под названием «Put Your Guitar Where Your Mouth Is», чтобы найти гитариста для группы, но из тысяч участников никто не был выбран. Смит знал участников группы ранее, так как они дружили и гастролировали с группой Snot. Они решили дать ему шанс на эту должность, и в 2002 году он был выбран гитаристом группы. Фред хотел, чтобы Майк создал полноценный альбом песен с группой между выступлениями на Рестлмании XIX и The Summer Sanitarium Tour. Вместе они написали и записали как минимум 14 песен, из которых 7 были включены в четвёртый студийный альбом Results May Vary.
Майк гастролировал с группой в течение 2003 и первой половины 2004 года, но в августе 2004 он был уволен.

### Evolver
Майк является вокалистом, гитаристом и автором песен альтернативной метал группы Evolver, с Энтони Грабовски на барабанах, Китом Томпсоном на бас-бэк-вокале и Джоном Каммингсом на соло-гитаре, позже заменённого Дрю Йонтом. Их одноимённый дебютный альбом, который был смикширован Брайаном Виртью, выпущен 8 ноября 2011 года после того, как его неоднократно продвигали через iTunes. Недавно они подписали контракт с Union Entertainment Group, Inc.